# Valériya Belova
Valériya Valérievna Belova –en ruso, Валерия Валерьевна Белова– (Penza, 15 de junio de 2000) es una deportista rusa que compite en saltos de plataforma. Ganó una medalla de plata en el Campeonato Europeo de Saltos de 2017, en la prueba de plataforma sincronizada.

## Palmarés internacional
| Campeonato Europeo | Campeonato Europeo | Campeonato Europeo | Campeonato Europeo     |
| Año                | Lugar              | Medalla            | Prueba                 |
| ------------------ | ------------------ | ------------------ | ---------------------- |
| 2017               | Kiev (Ucrania)     | Medalla de plata   | Plataforma 10 m sincro |